# Henri Havret
Pour les articles homonymes, voir Havret.
Henri Havret, né le 15 novembre 1848 à Wassy, en Haute-Marne (France) et décédé le 29 septembre 1901 à Zi-Ka-Wei (Chine), est un prêtre jésuite français qui fut missionnaire en Chine, sinologue et latiniste.

## Biographie
Henri Havret entre dans la Compagnie de Jésus le 19 avril 1872. Son noviciat terminé, il est envoyé (1874) à la mission fondée trente ans auparavant par les PP. Claude Gotteland (1803-1856), François Estève (no) (1804-1848) et Benjamin Brueyre (1810-1880) à Zi-Ka-Wei, alors aux abords de Shanghai. Il y poursuit ses études de théologie et enseigne au collège Saint-Ignace, puis il est ordonné prêtre et devient professeur de philosophie et de théologie. Il aide aussi le P. Angelo Zottoli à compiler et à traduire les œuvres littéraires des classiques chinois et à fonder la bibliothèque de Zi-Ka-Wei (aujourd'hui monument protégé) qui est une source de première importance pour les sinologues.  Il est assisté dans ses travaux par deux jésuites chinois, Joseph Ma Xiangbo (1840-1939) et Laurent Li Wenyu (1840-1911), qui feront parler d'eux plus tard, le premier comme universitaire et le second comme professeur jésuite à l'université l'Aurore et fondateur de la presse catholique en Chine. La direction de la bibliothèque est confiée au P. Louis Pfister (1833-1891), historien de la Chine.
Le P. Harvet part ensuite en mission dans la région du bas-Yang-Tsé et revient de temps à autre à Shanghai, puis définitivement à partir de 1894, date à partir de laquelle il dirige le séminaire de Zi-Ka-Wei. 
Il publie des brochures périodiques de recherches dans la collection des Variétés sinologiques.  Il y publie en particulier ses recherches sur la Stèle nestorienne de Xi'an (appelée Si-ngan-fou à l'époque du P. Havret) de l'an 781 attestant d'une présence très ancienne du christianisme en Chine, remontant à au moins un siècle avant l'érection de cette stèle. Appelée aujourd'hui « la Stèle nestorienne », elle était conservée par les empereurs depuis sa découverte en 1625.

## Écrits
- Publications des Variétés sinologiques dont:
  - L'Île de Tsong-Ming, à l'embouchure du Yang-tse-kiang, 62 pages, 11 cartes, 1892
  - La Province du Nganh-Hoei, 130 pages, 2 cartes, 1893
  - La Stèle chrétienne de Si-ngan-fou, Chang-Haï, Imprimerie de la Mission catholique de l'orphelinat de T'ou-Sè-Wè, trois tomes : t.1 1895, t.2 1897 et t.3 1902 disponible sur Gallica (BNF)
  - T'ien-Tchou, « seigneur du ciel », 30 pages, 1901